# Elaphoglossum commissurale
Elaphoglossum commissurale är en träjonväxtart som beskrevs av Melo och Salino. Elaphoglossum commissurale ingår i släktet Elaphoglossum och familjen Dryopteridaceae. Inga underarter finns listade.